# Tržić
 Ovo je glavno značenje pojma Tržić. Za druga značenja pogledajte Tržić (razdvojba).
Tržić je naseljeno mjesto u Republici Hrvatskoj u Zagrebačkoj županiji. 

## Zemljopis
Administrativno je u sastavu općine Klinča Sela. Naselje se proteže na površini od 0,93 km².

## Stanovništvo
Prema popisu stanovništva iz 2001. godine u Tržiću žive 134 stanovnika i to u 38 kućanstava. Gustoća naseljenosti iznosi 144,09 st./km².
| broj stanovnika | 63    | 82    | 94    | 111   | 123   | 111   | 142   | 146   | 143   | 147   | 139   | 127   | 121   | 116   | 134   | 115   | 101   |
|                 | 1857. | 1869. | 1880. | 1890. | 1900. | 1910. | 1921. | 1931. | 1948. | 1953. | 1961. | 1971. | 1981. | 1991. | 2001. | 2011. | 2021. |